# Spirit of France
Lo Spirit of France è un traghetto appartenente alla P&O Ferries.

## Servizio
Varato il 17 febbraio 2011 nel cantiere navale STX Europe di Rauma con il nome di Spirit of France e consegnato il 24 gennaio 2012 alla P&O Ferries, prende servizio a partire dal 9 febbraio sulla Dover-Calais.
Il 30 giugno 2015, a causa degli scioperi in Francia e quindi del blocco del porto di Calais, opera provvisoriamente sulla Boulogne-Dover.
Nel gennaio del 2019 viene sottoposto a lavori di manutenzione nel cantiere navale di Amburgo, dove issa bandiera cipriota.
Il 17 marzo 2022, poco dopo la partenza, venne ordinato al traghetto di fare ritorno in porto. Giunto in porto, la compagnia comunicò la decisione di licenziare tutti i marittimi britannici, in favore di un equipaggio composto da marittimi stranieri a salari più bassi. Successivamente viene quindi disarmato a Schiedam.
Dal 27 luglio 2022 torna in servizio nel Canale della Manica.

## Navi gemelle
- Oscar Wilde (ex Spirit of Britain)